# Plan de Ayala, Siltepec
Plan de Ayala är en ort i Mexiko.   Den ligger i kommunen Siltepec och delstaten Chiapas, i den sydöstra delen av landet, 800 km sydost om huvudstaden Mexico City. Plan de Ayala ligger 1 455 meter över havet och antalet invånare är 101.
Terrängen runt Plan de Ayala är bergig åt sydväst, men åt nordost är den kuperad. Runt Plan de Ayala är det ganska tätbefolkat, med 78 invånare per kvadratkilometer. Närmaste större samhälle är Villa Morelos, 2,6 km söder om Plan de Ayala. I omgivningarna runt Plan de Ayala växer i huvudsak städsegrön lövskog.